# Anne-Eugénie Milleret de Brou
Marie-Eugénie de Jésus, nascuda Anne-Eugénie Milleret de Brou (Metz, Mosel·la, França, 25 d'agost de 1817 – 10 de març de 1898) fou una religiosa catòlica francesa, fundadora de la congregació de les Religioses de l'Assumpció. És venerada com a santa per l'Església Catòlica.

## Biografia
Anne-Eugénie Milleret nasqué el 1817 a Metz, en el si d'una família rica, i es crià al palau familiar de Priesch, al nord de París. Als dotze anys va fer la comunió i va tenir llavors una experiència mística que la marcà. Quan tenia 13 anys, el seu pare s'arruïnà i perdé la fortuna i les finques; els seus pares se separaren i ellà marxà a París amb la seva mare. La seva mare era molt pietosa i es preocupava pels necessitats de la ciutat, visitant freqüentment amb la seva filla famílies en aquesta situació. La mare morí de còlera quan Anne-Eugénie tenia 15 anys. Des de llavors, la jove es debaté entre la vida mundana i la devoció i pietat.
Assistí, al final de la seva adolescència, va assistir a unes conferències a la catedral de Notre Dame de París, donades per Jean-Baptiste Henri Lacordaire, famós predicador i treballador social. Anne-Eugénie es va convertir definitivament i es convertí en una fervent cristiana; el seu confessor, Théodore Combalot, company de Lacordaire, li expressà el seu desig de fundar una congregació religiosa dedicada a Maria, mare de Déu per a l'educació dels pobres. Pensà que Anne-Eugénie era la persona idònia per portar a terme la fundació i, als 22 anys, amb quatre companyes, fundà les Religioses de l'Assumpció.
La congregació s'inicià en un pis de la Rue Ferou de París, i celebraren la seva primera missa el 9 de novembre de 1839. A partir de llavors, la fundadora prengué el nom de Marie-Eugénie de Jésus i fundà trenta comunitats de germanes en nou països. El 1898, Marie-Eugénie morí amb 80 anys a París.
El 9 de febrer de 1975 fou beatificada per Pau VI, i el 3 de juny de 2007 fou canonitzada pel papa Benet XVI.